# Hydraena capta
Hydraena capta är en skalbaggsart som beskrevs av Armand D'Orchymont 1936. Hydraena capta ingår i släktet Hydraena och familjen vattenbrynsbaggar. Inga underarter finns listade i Catalogue of Life.